# Rhipidia (Rhipidia) triarmata
Rhipidia (Rhipidia) triarmata is een tweevleugelige uit de familie steltmuggen (Limoniidae). De soort komt voor in het Palearctisch en Oriëntaals gebied.